# Montagnac-d'Auberoche

Montagnac-d'Auberoche este o comună în departamentul Dordogne din sud-vestul Franței. În 2009 avea o populație de 140 de locuitori.

## Evoluția populației
| An        | 1975 | 1982 | 1990 | 1999 | 2006 | 2009 |
| --------- | ---- | ---- | ---- | ---- | ---- | ---- |
| Populație | 96   | 99   | 111  | 105  | 122  | 140  |